# إبراهيم حسين إبراهومة
إبراهيم حسين الحسين الوقيع (25 سبتمبر 1975 - ) المعروف باسم إبراهومة، هو مدرب كرة قدم سوداني. ولاعب نادي المريخ السوداني ومنتخب السودان لكرة القدم سابقاً.

## مسيرته
بدأ مسيرته في كرة القدم مع فريق التاكا برابطة الكلاكلة القبة، بعدها انضم إلى نادي المريخ وذلك في مارس 1987 سجل خلال مسيرته مع النادي 210 أهداف، وفي عام 1990 انضم للعب مع المنتخب الوطني، لعب خلالها 95 مباراة دولية سجل فيها 25 هدفا، اعتزل اللعب في 2003، وتوجه إلى التدريب والتعليق.
حقق إبراهومة إنجازاً غير مسبوق بتتويجه ببطولة الدوري الممتاز موسم 2019 وبذلك صار أول شخص يحقق لقب البطولة لاعباً ومدرباً.

## الإنجازات

### كلاعب
المريخ
- الدوري السوداني الممتاز (6): 1990، 1993، 1997، 2000، 2001، 2002.
- كأس السودان (6): 1991، 1993، 1994، 1996، 1999، 2001.

### كمدرب
- الدوري السوداني الممتاز (1): 2019.

## الجوائز
- منح شهادة من الاتحاد الدولي لكرة القدم كأفضل النجوم الذين شاركوا في كأس العالم للناشئين بإيطاليا 1991.